# Iwan Florow
Iwan Andriejewicz Florow (ros. Иван Андреевич Флёров, ur. 11 kwietnia?/24 kwietnia 1905 we wsi Dwurieczki obecnie w rejonie griazińskim w obwodzie lipieckim, zm. 7 października 1941 w obwodzie smoleńskim) – radziecki wojskowy, kapitan, uhonorowany pośmiertnie tytułem Bohatera Federacji Rosyjskiej (1995).

## Życiorys
Po ukończeniu szkoły wiejskiej początkowo pracował na wsi, potem został uczniem ślusarza w cukrowni, w 1926 skończył szkołę uniwersytetu fabryczno-zawodowego przy fabryce w Lipiecku, w latach 1927–1928 odbywał służbę wojskową w pułku artylerii. W 1933 został powołany do odbycia kursów oficerów rezerwy, później kontynuował służbę w armii, w 1939 rozpoczął studia w Akademii Artyleryjskiej Armii Czerwonej im. Dzierżyńskiego. Uczestniczył w wojnie z Finlandią 1939–1940 jako dowódca baterii 94 pułku artylerii haubic w stopniu starszego porucznika, wyróżnił się w walkach o przełamanie linii Mannerheima, został odznaczony orderem. Po ataku Niemiec na ZSRR 28 czerwca 1941 został wyznaczony dowódcą pierwszej w ZSRR baterii eksperymentalnej wówczas artylerii rakietowej, z którą 2 lipca został skierowany na Front Zachodni. Brał udział m.in. w walkach pod Orszą, później pod Jelnią, Rosławlem i Spas-Diemieńskiem, zadając wraz z baterią duże straty Niemcom. W październiku 1941 walczył w rejonie znamieńskim w obwodzie smoleńskim, gdzie odpierał niemieckie ataki. W nocy na 7 października został ciężko ranny, następnie zginął.

## Odznaczenia
- Bohater Federacji Rosyjskiej (pośmiertnie, 21 czerwca 1995)
- Order Wojny Ojczyźnianej I klasy (pośmiertnie, 14 listopada 1963)
- Order Czerwonej Gwiazdy (1940)